# Dolores Umbridge
Dolores Jane Umbridge a Harry Potter-sorozat egyik szereplője. Családjáról és származásáról nem sokat tudunk meg a regényekből. Neve (Dolores) latinul fájdalmat jelent.

## Egyénisége
Rowling Dolores Jane Umbridge-ot alacsonynak, kövérnek és békaszerűnek ábrázolja. Rózsaszín ruhát hord, hozzá egy rózsaszínű vagy fekete bársonymasnit visel rövid, göndör, barna hajában. Hangját kislányosan affektálónak írja le, amely éles ellentétben áll külső megjelenésével.
Törtető, akaratos s sokszor az erőszaktól sem riad vissza. Mindig a fennálló rendszer legodaadóbb szolgálója, elvektől és meggyőződéstől függetlenül. Legjobban akkor érzi magát, ha másokat gyötörhet.

## Származás
Bár viselkedése alapján aranyvérűnek tekintik, valójában félvér. Apja, Orfold Umbridge varázsló, anyja, Ellen Cracknell viszont mugli. Dolores fiatalabb testvére kvibli volt. Ellen és a kvibli fiú visszatérnek a muglivilágba, mert Dolores mindig is megvetette őket.

## Szerepe a regényekben
|  | Alább a cselekmény részletei következnek! |

### Harry Potter és a Főnix Rendje
Az ötödik részben Dolores Jane Umbridge lesz a sötét varázslatok kivédése (SVK) tanár, akit a Mágiaügyi Minisztériumból küldtek, hogy a tanárokat és a diákokat ellenőrizze, és mindenféle ellenzéki tevékenységet megakadályozzon.
A miniszter Roxfort főinspektorává nevezte ki, és számos oktatási rendelettel biztosított neki egyre nagyobb hatalmat a diákok és a tanárok fölött, míg végül Dumbledore menekülése után igazgatóvá nevezte ki.
A tanárok és a diákok nagy része utálta őt, de Frics, a gondnok szilárdan mellette állt, mivel Umbridge engedélyezte neki a diákok testi fenyítését. Néhány diák (például Draco Malfoy és barátai) különféle kedvezmények fejében Umbridge mellé állt, ők lettek a Főinspektori Különítmény tagjai.
Tanárként ügyelt arra, hogy a diákjai semmilyen gyakorlati ismeretre ne tegyenek szert, a tanítás kizárólag a tankönyv elolvasásából állt. Nyomatékosan kijelentette, hogy Voldemort visszatérése alaptalan rémhír.
Harry egyszer megmondta az SVK órán, hogy Voldemort visszatért. Erre Umbridge büntetést szabott ki rá. Le kellett írnia sokszor, hogy „Hazudni bűn”, de olyan pennával, ami belevéste a szöveget a kezébe. Ez nagyon fájdalmas, és a heg örökre láthatóan megmarad.
Amikor Harry és barátai Umbridge és a főinspektori különítmény kezébe kerülnek, és Umbridge már elszánta magát arra, hogy a Cruciatus átokkal fogja vallatni Harryt, Hermione és Harry beleegyeznek, hogy elvezetik a főinspektort a Tiltott Rengetegben elrejtett „nagy fegyverhez”, de valójában a kentaurok közé csalják.

### Harry Potter és a Félvér Herceg
A hatodik kötetben csak Dumbledore temetésén jelenik meg, arcán fájdalmasnak szánt arckifejezéssel. Harryt elönti a harag, amikor meglátja.

### Harry Potter és a Halál ereklyéi
A hetedik kötetben Umbridge az államtitkári tisztsége mellett már a Mugliivadék-ellenőrző Bizottság elnöke is. A sárvérűnek és félvérnek kikiáltott boszorkányok és varázslók tárgyalására számos újítást vezetett be, amik segítségével kiélhette élvezetét mások kínzásában: dementorokkal félemlítette meg őket az eljárások előtt, pálcafosztottá téve őket, mindenkit leláncolt székek mellett vallatott; a tárgyalások során is dementorok jelenlétével kínozta a vádlottakat (az ítélőbizottságot patrónus védte meg tőlük). Korábban elfogta Mundungus Fletchert, aki megvesztegette őt: szabadságáért egy aranymedált adott neki, amely valójában egy Horcrux. Erről azt hazudta, hogy családi hagyaték, és egy aranyvérű családtól örökölte. Amikor Harry, Hermione és Ron behatolnak a minisztériumba, hogy megszerezzék a Horcruxot, Umbridge-et egy koncepciós per ügyészeként találják, melynek során Umbridge fennhangon bizonygatja állítólagos nemesi felmenőit, a medált családi örökségnek nevezi. Ez annyira felbőszíti Harryt, hogy megtámadja.
A könyvekben ugyan nem szerepel, de Rowling egy olvasói kérdésre elárulta, hogy a háború után Umbridge-t bíróság elé állítják mugliellenes cselekedeteiért és életfogytiglani azkabani fogságot kap.
|  | Itt a vége a cselekmény részletezésének! |